# Prêmio Jean Nicod
O Prêmio Jean Nicod é concedido anualmente em Paris, para um conceituado filósofo da mente ou um cientista cognitivo filosoficamente orientado.

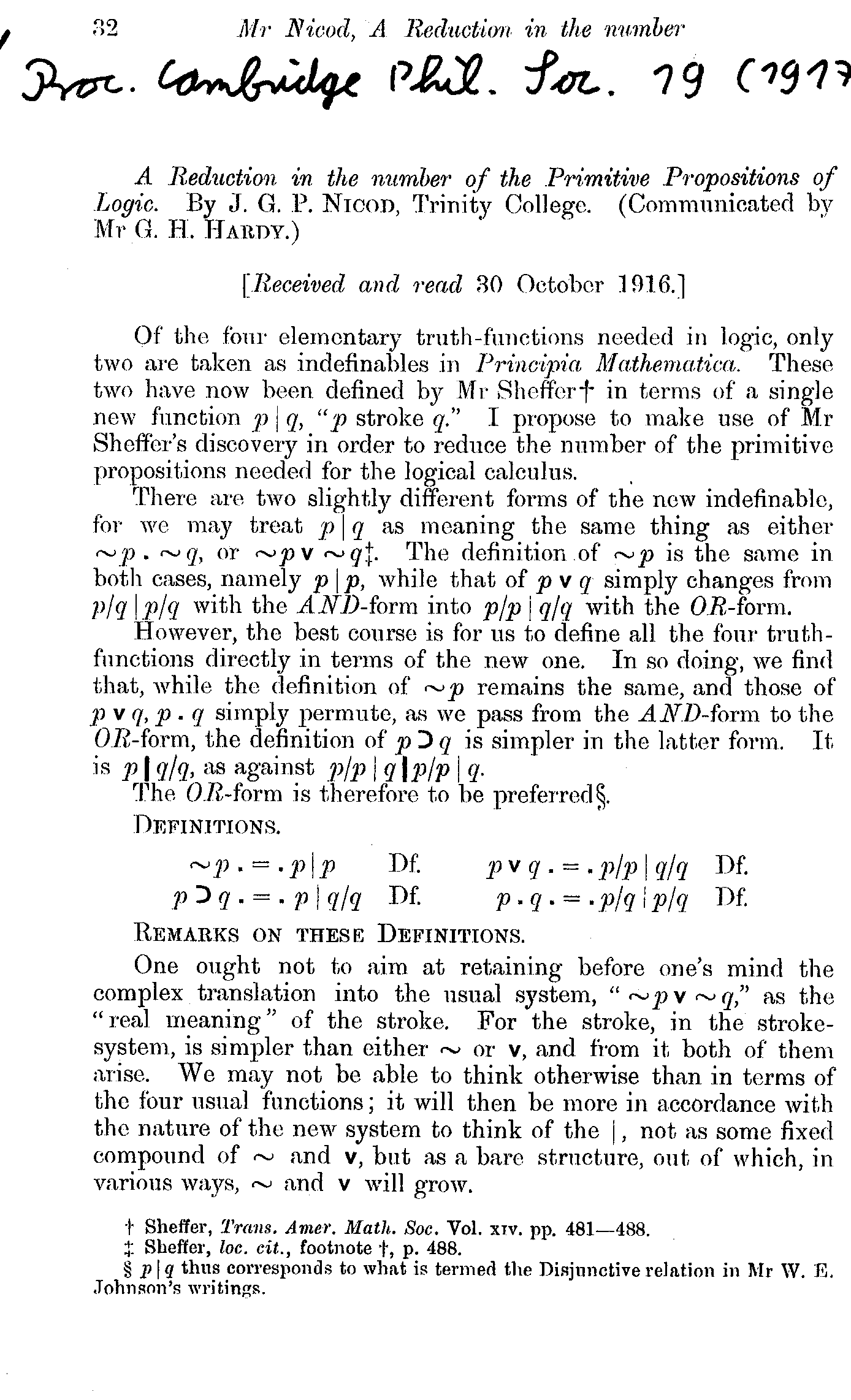
Jean Nicod (1893-1924)

As palestras são organizadas pelo Centro Nacional de la Recherche Scientifique (CNRS), como parte do seu esforço para promover a investigação interdisciplinar na ciência cognitiva na França.
As palestras de 1993 marcaram o centenário do nascimento do lógico e filósofo francês Jean Nicod (1893-1924). Além do CNRS, patrocinadores incluem a École Normale Supérieure (ENS) e a École des Hautes Études en Sciences Sociales (EHESS). O palestrante Jean Nicod deverá oferecer pelo menos quatro palestras sobre um tema de sua escolha e, posteriormente,  publicará o conjunto de palestras, ou uma monografia com base nelas, na série Palestras Jean Nicod (MIT Press / Bradford Books; F . editor Recanati).

## Lista de laureados do Prêmio Jean Nicod de 1993 até os dias atuais
| Ano  | Nome                           | Afiliação                                   | Título                                                                                            | Vídeo | Publicação |
| ---- | ------------------------------ | ------------------------------------------- | ------------------------------------------------------------------------------------------------- | ----- | ---------- |
| 1993 | Jerry Fodor                    | Universidade Rutgers                        | The Elm and the Expert: Mentalese and Its Semantics                                               | n/a   | n/a        |
| 1994 | Fred Dretske                   | Universidade de Stanford                    | Naturalizing the Mind                                                                             | n/a   | n/a        |
| 1995 | Donald Davidson                | Universidade de Berkeley                    | n/a                                                                                               | n/a   | n/a        |
| 1996 | Hans Kamp                      | Universidade de Estugarda                   | Thinking and Talking about Things                                                                 | n/a   | n/a        |
| 1997 | Jon Elster                     | Universidade de Columbia                    | Strong Feelings. Emotion, Addiction, and Human Behavior                                           | n/a   | n/a        |
| 1998 | Susan Carey                    | Universidade de Harvard                     | The Origins of Concepts: Evolution vs Culture[ligação inativa]                                    | n/a   | n/a        |
| 1999 | John Perry                     | Universidade de Stanford                    | Knowledge, Possibility, and Consciousness                                                         | n/a   | n/a        |
| 2000 | John Searle                    | Universidade de Berkeley                    | Rationality in Action                                                                             | n/a   | n/a        |
| 2001 | Daniel Dennett                 | Universidade Tufts                          | Sweet Dreams. Philosophical Obstacles to a Science of Consciousness                               | n/a   | n/a        |
| 2002 | Ruth Millikan                  | Universidade de Connecticut                 | Varieties of Meaning                                                                              | n/a   | n/a        |
| 2003 | Ray Jackendoff                 | Universidade Tufts                          | Mental Structures. Language, Society, Consciousness                                               |       | n/a        |
| 2004 | Zenon Pylyshyn                 | Universidade Rutgers                        | Things and Places. How the mind connects with the world                                           |       | n/a        |
| 2005 | Gilbert Harman                 | Universidade de Princeton                   | The Problem of Induction and Statistical Learning Theory                                          | n/a   | n/a        |
| 2006 | Michael Tomasello              | Instituto Max Planck, Leipzig               | Origins of Human Communication                                                                    |       | n/a        |
| 2007 | Stephen Stich                  | Universidade Rutgers                        | Moral Theory Meets Cognitive Science: How the Cognitive Science Can Transform Traditional Debates |       | n/a        |
| 2008 | Kim Sterelny                   | Universidade Victoria de Wellington         | The Fate of the Third Chimpanzee                                                                  | n/a   | n/a        |
| 2009 | Elizabeth Spelke               | Universidade de Harvard                     | Sources of Human Knowledge                                                                        | n/a   | n/a        |
| 2010 | Tyler Burge                    | Universidade da California                  | Thresholds of Reason                                                                              | n/a   | n/a        |
| 2011 | Gergely Csibra, György Gergely | Central European University, Budapeste      | Natural Pedagogy                                                                                  | n/a   | n/a        |
| 2013 | Ned Block                      | Universidade de Nova Iorque                 | "Conscious, Preconscious, Unconscious"                                                            | n/a   | n/a        |
| 2014 | Uta Frith e Chris Frith        | University College London                   | O que é inato e adquirido na cognição social? e Mecanismos de interação social                    |       |            |
| 2015 | David Chalmers                 | Universidade de Nova York                   | Ilusões Espaciais: De Espelhos à Realidade Virtual                                                |       |            |
| 2016 | Patrick Haggard                | University College London                   | Volição, Agência, Responsabilidade: Mecanismos Cognitivos da Ação Humana                          |       |            |
| 2017 | John Campbell                  | Universidade da Califórnia em Berkeley      | Como a linguagem penetra a percepção                                                              |       |            |
| 2019 | Martine Nida-Rümelin           | Universidade de Friburgo                    | Fundamentos filosóficos para estudos científicos da consciência                                   |       |            |
| 2020 | Leda Cosmides e John Tooby     | Universidade da Califórnia em Santa Bárbara | A Revolução Adaptacionista e a Transformação das Ciências Cognitivas                              |       |            |
| 2021 | Frances Egan                   | Universidade Rutgers                        | Esvaziando a Representação Mental                                                                 |       |            |